# ساعت شطرنج

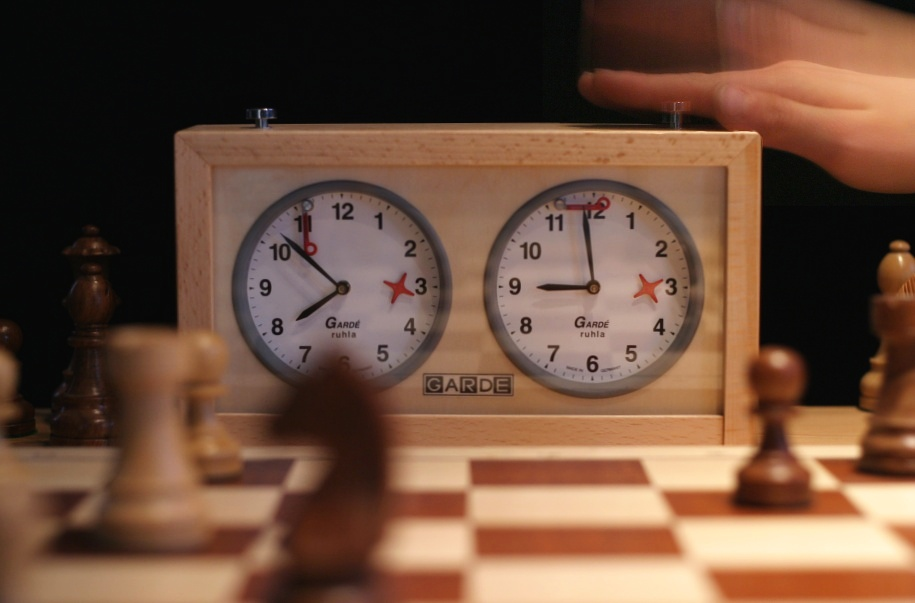
ساعت شطرنج

ساعت شطرنج از دو تا ساعت مجاور هم با دکمه تشکیل شده‌است تا هنگام به جریان افتادن ساعت بازیکن، ساعت طرف مقابل متوقف شود، به گونه ای که این دو تا ساعت هرگز به‌طور همزمان اجرا نمی‌شوند. از ساعت‌های شطرنج در شطرنج و سایر بازی‌های دو نفره استفاده می‌شود که بازیکنان به نوبت حرکت می‌کنند. هدف از استفاده، ایجاد محدودیت زمانی برای انجام کل حرکات بازیکن است.
ساعت‌های شطرنج برای اولین بار به‌ صورت گسترده در مسابقات شطرنج مورد استفاده قرار گرفتند و اغلب آنها ساعت‌های بازی نامیده می‌شوند. اولین باری که از ساعت‌های بازی در مسابقات شطرنج استفاده شد، در مسابقات لندن در سال ۱۸۸۳ بود. استفاده از آنها از آن زمان تا کنون در مسابقات اسکربل، شوگی، گو و تقریباً در هر بازی تخته‌ای دو نفره و همچنین سایر انواع بازی‌ها متداول شده‌است. در مسابقات، داور معمولا همه ساعت‌ها را در سمت راست بازیکنان مهره سیاه قرار می‌دهد تا قضاوت بازی‌های مختلفی که در یک سالن برگزار می‌شود را راحت تر انجام دهد.
بازیکنان ممکن است برای هر حرکت زمان زیاد یا کمی صرف کنند. حرکات ابتدایی در شطرنج به دلیل آشنایی بازیکنان با وضعیت‌ها، اغلب به سرعت انجام می‌شود و این باعث می‌شود بازیکنان وقت بیشتری برای بررسی موقعیت‌های پیچیده‌تر و ناآشنا داشته باشند. در بازی‌های شطرنج فکری (غیر سریع)، عجیب نیست که یک بازیکن بتواند صندلی خود را در زمان حریف ترک کند، اما ساعت بازیکن غایب اگر نوبتش باشد، همچنان به گذشتن زمان ادامه می‌دهد یا اگر حریفش حرکت کند، شروع به گذشتن می‌کند.

## ساعت‌های عقربه‌ای

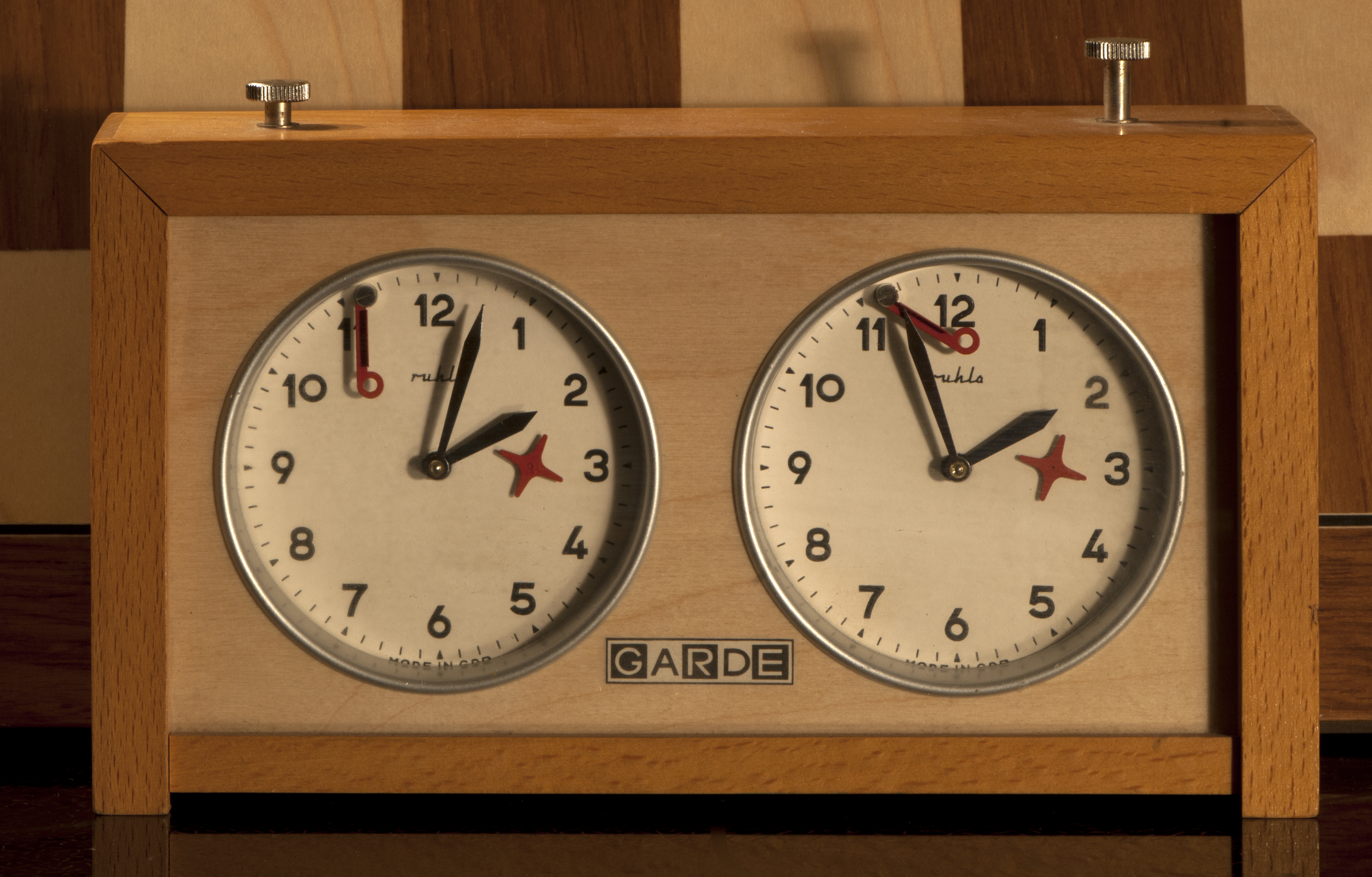
یک ساعت شطرنج آنالوگ معمولی

ساعت‌های عقربه‌ای به «پرچم» مجهز شده‌اند که افتادن پرچم، لحظه دقیق تمام شدن زمان بازیکن را نشان می‌دهد. ساعتهای عقربه‌ای از دکمه‌های مکانیکی استفاده می‌کنند. فشار دادن دکمه در سمت یک بازیکن، ساعت آن بازیکن را متوقف کرده و ساعت حریف را به اجرا درمی‌آورد.
اِشکال‌های ساعت‌های مکانیکی شامل دقت ساعت‌ها و منطبق بودن دو ساعت و منطبق بودن نشانگرهای (پرچم‌ها) پایان زمان است. برای کنترل‌های پیچیده‌تر زمان، به راحتی نمی‌توان زمان اضافی اضافه کرد، به خصوص مواردی که خواهان افزایش یا تأخیر در هر حرکت به دلیل خطای حریف یا اتفاقات غیرمترقبه هستند.

## ساعت‌های دیجیتال

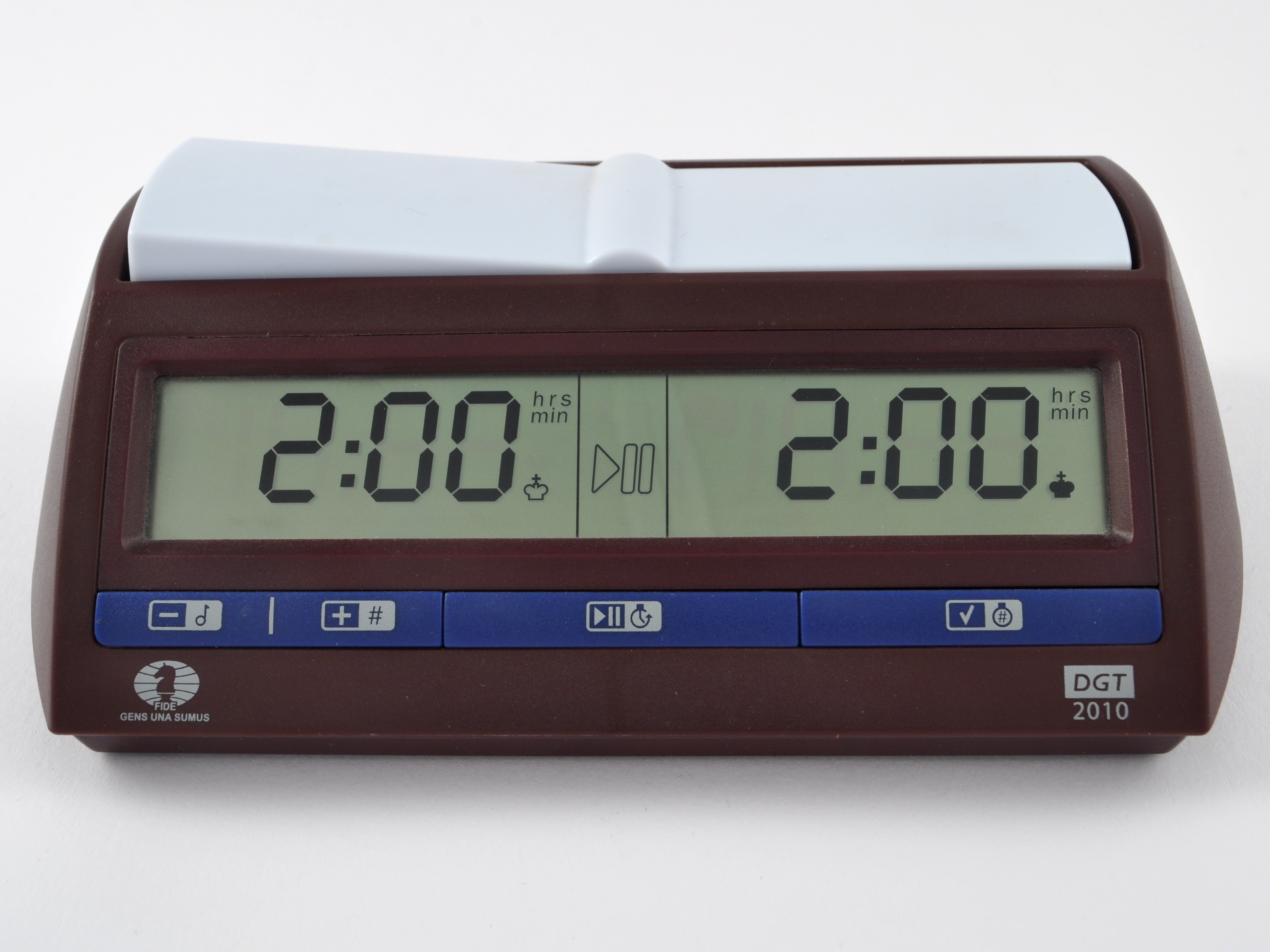
ساعت شطرنج دیجیتال

در سال ۱۹۷۳، برای رسیدگی به مسائل مربوط به ساعتهای آنالوگ، «بروس چنی»، دانشجوی مهندسی برق دانشگاه کرنل و بازیکن شطرنج، اولین ساعت شطرنج دیجیتال را به عنوان پروژه ای برای دوره کارشناسی مهندسی برق ایجاد کرد. به‌طور معمول بیشتر اختراعات، سال‌ها بعد در مقایسه با محصولات موجود در بازار مطرح می‌شدند و محدود به فناوری موجود در آن زمان بود. به عنوان مثال نمایشگر با LED‌های قرمز انجام شده‌است. LEDها به انرژی قابل توجهی نیاز دارند و در نتیجه باید ساعت را به یک پریز برق وصل کرد. عیب LED این بود که فقط یک مجموعه رقم آن هم برای یک بازیکن قابل نمایش بود. در سال ۱۹۷۳ تراشه‌های LSI دردسترس یا ارزان نبود، بنابراین تمام عملیات با استفاده از تراشه‌هایی متشکل از چهار دروازه TTL NAND با دو ورودی انجام شد که منجر به مصرف انرژی بیش از حد شد.
اولین ساعت شطرنج دیجیتال در دسترس تجاری در سال ۱۹۷۵ توسط جوزف مشی و جفری آر. پونسور ثبت اختراع شد. آنها آن را Micromate-80 نامگذاری کردند. فقط یک نمونه ساخته شده بود و این توسط شطرنج بازان در مسابقات مختلف آزمایش شد. سه سال بعد، Micromate-180 بسیار بهبود یافته در کنار پایان‌نامه MBA مشی، "تجزیه و تحلیل تقاضا برای یک محصول جدید (ساعت شطرنج دیجیتال)"، در دانشگاه ایالتی سن دیگو تولید شد، در حالی که مشی و پونسور همچنان به توسعه بازی‌های دیجیتال پرداختند.

## ساعت فیشر و طرح‌های مرتبط

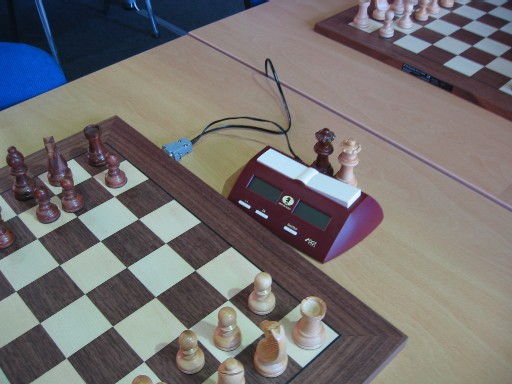
ساعت شطرنج دیجیتال متصل به تخته ای است که هنگام انجام حرکت به‌طور خودکار عمل کرده و اطلاعات را به سیستم کامپیوتری آنلاین می‌فرستد.

ساعتهای دیجیتالی و بازی‌های اینترنتی موجبات آزمایش با محدودیت‌های زمانی متنوع و پیچیده‌تر نسبت به استانداردهای سنتی را فراهم کرده‌اند. کنترل زمان معمولاً در روش‌های مختلف در شطرنج مدرن استفاده می‌شود. بابی فیشر، قهرمان پیشین جهان، که در سال ۱۹۸۸ اختراعی را برای نوع جدیدی از ساعت شطرنج دیجیتال ثبت کرد، یک پیشرفت ویژه قابل توجه، که مقبولیت بسیار گسترده‌ای در شطرنج به دست آورد. ساعت دیجیتالی فیشر در ابتدای بازی برای هر بازیکن یک دوره زمانی مشخص تعیین کرد و بعد از هر حرکت به صورت خودکار، مقدار کمی پاداش می‌توانست اضافه کند. جوزف مشی این را «تجمع» نامید زیرا این اصلی‌ترین ویژگی ثبت اختراع شده Micromate-180 بود. این روش زمان‌بندی گاهی اوقات «انباشت» خوانده می‌شود اما معمولاً «افزایش»، «پاداش» یا «فیشر» نامیده می‌شود.
کنترل زمان افزایش برای اولین بار در مسابقه فیشر-اسپاسکی ۱۹۹۲ استفاده و به سرعت در دنیای شطرنج گسترده‌تر شد و در مسابقات شطرنج جهانی FIDE 1998 استفاده شد. امروزه بیشتر مسابقات و مسابقات سطح برتر جهانی از سیستم فیشر استفاده می‌کنند.

## روش زمان‌بندی
معمولاً در مسابقات رسمی از روش زمان‌بندی مبتنی بر پاداش به ازای هر حرکت انجام می‌گیرد. برای نمونه، مسابقه آرماگدون که ۵ دقیقه برای مهره سفید و ۴ دقیقه برای مهره سیاه با شرط تساوی=برد برای سیاه، بدون منظورکردن هیچ پاداشی برگزار می‌شود.
در پاداش فیشر (از آنجایی که بابی فیشر قهرمان شطرنج سابق جهان نیز این روش زمان‌بندی را به ثبت رساند)؛ زمان مشخص شده به زمان اصلی بازیکنان اضافه می‌شود، مگر اینکه زمان اصلی بازیکن قبل از انجام حرکت خود تمام شود. به عنوان مثال، اگر کنترل زمان ۹۰/۳۰ (نود دقیقه از زمان اصلی برای هر بازیکن با سی ثانیه افزایش در هر حرکت) باشد، هر بازیکن سی ثانیه اضافه می‌کند تا برای هر حرکت به زمان اصلی خود اضافه شود. طبق قوانین FIDE شما می‌توانید برای حرکت یک نیز پاداش کسب کنید. به عنوان مثال، برای ۳/۲ شما با سه دقیقه و دو ثانیه در اولین حرکت شروع می‌کنید. همه ساعت‌های دیجیتالی به‌طور خودکار باعث افزایش حرکت نمی‌شوند و بنابراین برای کسانی که این‌طور نیست، زمان پاداش باید به صورت دستی به زمان اصلی اضافه شود تا هر بازیکن افزایش خود را از حرکت به‌دست آورد.